# Secessio plebis
Die secessio plebis (lat. für Ausmarsch des einfachen Volkes) war ein Kampfmittel der Plebejer in den römischen Ständekämpfen.

## Mythos und Geschichte
Die Plebejer sollen mehrmals die Stadt verlassen und damit das wirtschaftliche Leben Roms lahmgelegt haben, um ihren politischen und sozialen Forderungen Nachdruck zu verleihen.
Die erste secessio plebis fand angeblich 494 v. Chr. statt: Die Plebejer sollen auf den Mons Sacer gezogen sein, um so die Einrichtung des Amts der Volkstribunen durchzusetzen, was gelang. Auch das Amt der Ädilen soll damals eingerichtet worden sein. Einer von Titus Livius überlieferten Sage nach bewog sie der ehemalige Konsul Agrippa Menenius Lanatus zur Rückkehr, indem er ihnen die Fabel vom Magen und den Gliedern erzählte: Einst kam es zum Streit zwischen den Gliedern des menschlichen Körpers und dem Magen, weil die Glieder alle Arbeiten verrichteten, während der Magen dem Müßiggang frönte. Die Glieder weigerten sich, ihm weiterhin Nahrung zuzuführen. Weil sie jedoch selbst entkräftet wurden, erkannten sie, dass der Magen doch eine wichtige Aufgabe erfülle, indem er die Glieder versorgt. Ebenso würden auch der von den Patriziern beherrschte Senat und die Plebejer einander brauchen.
Die zweite secessio plebis, diesmal auf den Aventin, soll sich im Jahr 450 oder 449 v. Chr. ereignet haben und hatte die Annahme des Zwölftafelgesetzes, die Abschaffung des Decemvirats und die Wiederherstellung des Volkstribunats zum Erfolg.
Eine mögliche weitere secessio plebis könnte 445 v. Chr. mit dem Resultat der Annahme der lex Canuleia, die fortan Ehen zwischen Patriziern und Plebejern zuließ, auf das Ianiculum geführt haben. Sie wird jedoch nur von Florus angedeutet und von der Mehrzahl der Historiker als unhistorisch angesehen.
Die dritte secessio plebis führte 287 v. Chr. auf das Ianiculum. Um sie zu beenden, setzte der Dictator Quintus Hortensius die lex Hortensia durch, die die Anerkennung von Beschlüssen der Volksversammlung als Gesetze und die volle Gleichberechtigung der Plebejer mit sich brachte.
Da bei der Plünderung Roms durch die Gallier unter Brennus im Jahr 387 v. Chr. sämtliche Aufzeichnungen verloren gegangen waren, konnte Livius bei seiner Darstellung der ersten beiden secessiones nur auf mündliche Überlieferungen zurückgreifen, die er dementsprechend sagenhaft ausgeschmückt hat. In der historischen Forschung wird einerseits angenommen, dass Hintergrund jeweils ein Streik der Unterschichten war, die sich bei dieser Gelegenheit erstmals als soziale Einheit konstituierten (Plebs von Latein plere – anfüllen, also so viel wie die Menge). Dieser Streik kann sich im Sinne eines Generalstreiks auf jede wirtschaftliche Betätigung bezogen haben – Livius berichtet, dass Folge der ersten secessio eine Hungersnot gewesen sein soll – oder aber auf den Militärdienst. Andererseits ist auch eine massenhafte Kriegsdienstverweigerung wahrscheinlich. In der römischen Militärtaktik hatte sich spätestens in der Heeresreform des vorletzten Königs Servius Tullius († um 535 v. Chr.) der Übergang vom adligen Einzelkampf zur Classis-Taktik vollzogen, in der eine geschlossene Phalanx schwer bewaffneter Infanteristen den Feind förmlich niederzuwalzen suchte. Mit dieser Aufwertung der aus einfachen Leuten bestehenden Infanterie, die für ihre Ausrüstung selbst zu sorgen hatten, stieg bei den Römern wie auch bei allen anderen Völkern, die diese Kampfesweise einführten, auch deren Selbstbewusstsein: Sie ließen sich die politische Entrechtung durch die Patrizier und die ökonomische Ausbeutung nicht mehr bieten. Livius malt in der Vorgeschichte der ersten secessio exemplarisch einen schauerlichen Fall von Schuldknechtschaft aus. Für eine Deutung der ersten secessio 494 v. Chr. als Widerstand gegen die Rekrutierung spricht auch, dass sie vor dem Hintergrund äußerer militärischer Bedrohung durch die Latiner stattfand. Andere nehmen an, dass die konkreten Streikbewegungen mit einem symbolischen Zug zu einem Heiligtum, wie dem Tempel der Ceres am Aventin begonnen wurden, woraus sich dann der Mythos entwickelte, die gesamte Plebs hätte geschlossen das Stadtgebiet verlassen.

## Rezeption
Livius’ Darstellung der secessio plebis ist Gegenstand der Diskussion in Jacques Rancières Werk Das Unvernehmen. Rancière stellt, bezugnehmend auf den französischen Denker Pierre-Simon Ballanche, fest, dass das Ereignis der secessio plebis nicht nur eine „Revolte“, ein „Aufstand des Elends“ sei, sondern das Problem liege darin, dass es zwischen den Patriziern und den Plebejern keine gemeinsame Sprache gegeben habe, bzw. den Plebejern kein „Name“ eigen sei und somit kein Austausch stattfinden könne. Durch den Auszug auf den Aventin schüfen die Plebejer sich einen Raum, wo sie als Wesen mit Namen wahrgenommen werden. In dem Moment, in dem sie die Fabel des Aggrippa, und damit die Ungleichheit zwischen ihnen und den Patriziern erkennen, lösen sie die Ungleichheit auf. Das Ergebnis sind ihre oben erwähnten Forderungen.

## Antike Quellen
- Titus Livius, Ab urbe condita
- Dionysios von Halikarnassos, Rhomaike Archaiologia
- Florus, Epitoma de Tito Livio bellorum omnium annorum DCC libri duo